# Lycée de l'abbaye Sainte-Marie

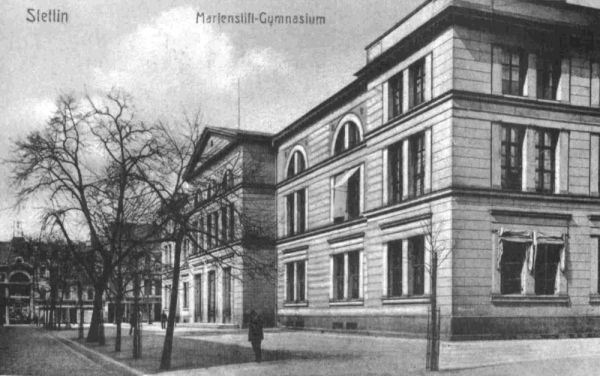
Lycée de l'abbaye Sainte-Marie (carte postale historique)

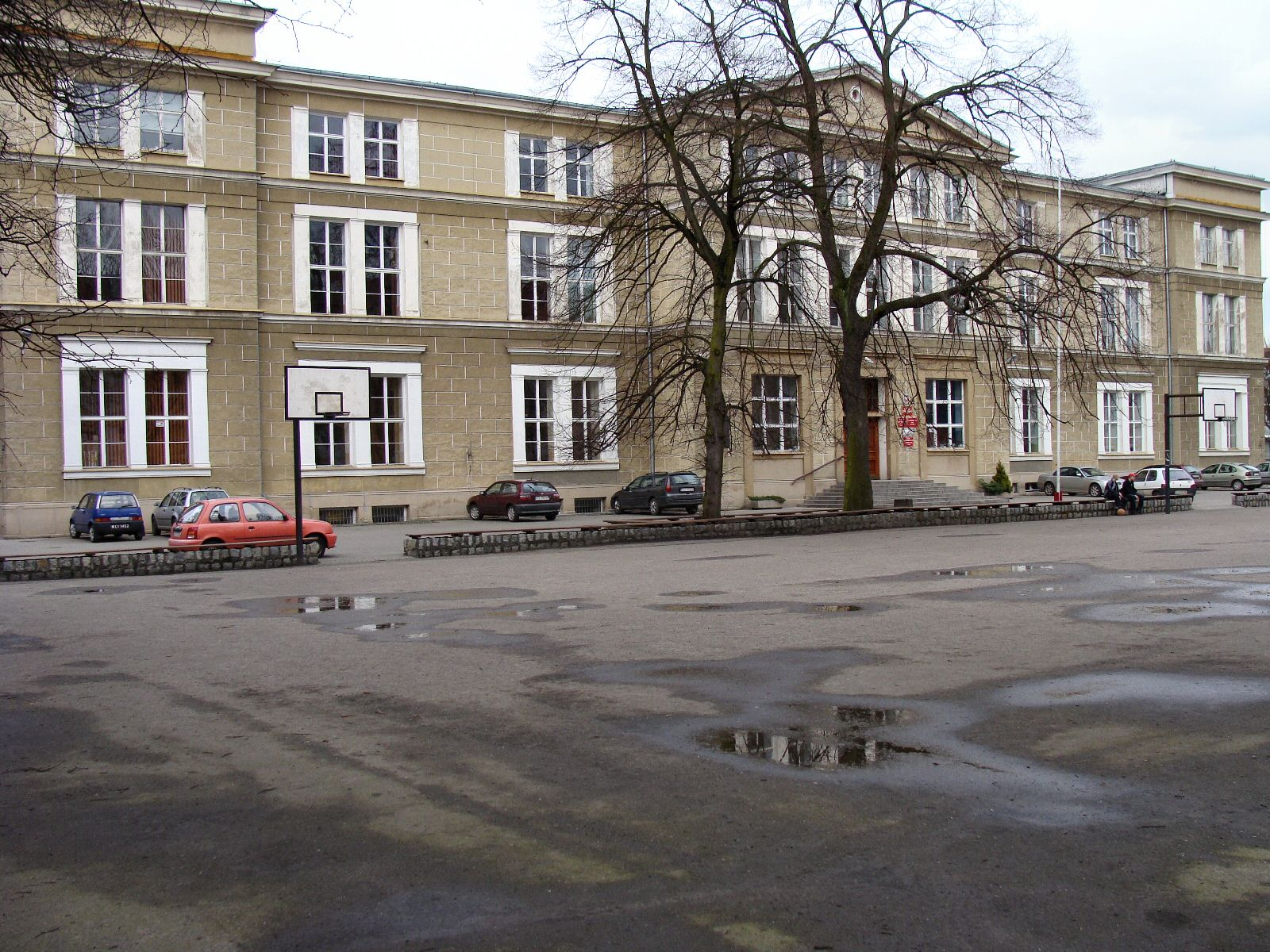
La vue d'aujourd'hui (2009)

Le lycée de l'abbaye Sainte-Marie était un lycée de la Domstrasse à Stettin. L'école pédagogique princière de Stettin du XVIe siècle, dont est issu le lycée, a parfois atteint le rang de deuxième université d'État après Greifswald. Une longue crise due aux guerres du XVIIe siècle est suivie au XIXe siècle par l'ascension à la principale école de la province de Poméranie. L'évacuation du lycée de l'abbaye Sainte-Marie pendant la Seconde Guerre mondiale met fin à 400 ans d'histoire de l'établissement d'enseignement.

## Histoire
Après l'introduction de la Réforme en Poméranie, il devient nécessaire de mettre en place un système scolaire protestant. Cela doit permettre de former le clergé et les fonctionnaires dont le pays a besoin. Il est également envisagé de créer une deuxième université en Poméranie, en plus de l'université de Greifswald, qui ne compte à l'époque que peu d'étudiants. En 1543, les ducs Barnim IX de Poméranie-Stettin et Philippe Ier de Poméranie-Wolgast fondèrent une école pédagogique à Stettin comme solution intermédiaire.
Dans l'acte de fondation signé le 25 octobre 1543 à Jasenitz, il est stipulé que 24 garçons devaient être scolarisés dans cette école. Ils doivent être âgés de plus de douze ans. La durée de la scolarité est fixée à huit ans. Le financement est assuré par les revenus de l'ancienne abbaye Saint-Marie (de) et de l'ancienne collégiale Saint-Othon (de), qui se situent entre 8000 et 12 000 thalers par an. À cela s'ajoutent des dons et les frais de scolarité que les élèves doivent payer. Le premier statut de l'école est rédigé par Paul vom Rode (de).
La matière principale est la langue latine, qui est aussi la langue d'enseignement. Le grec et l'hébreu sont ajoutés. La rhétorique et la dialectique été étudiées sur la base de la littérature classique et de la Bible. Tout aussi importante est la théologie, qui est enseignée selon les manuels de Martin Luther et surtout de Philippe Mélanchthon. Dans la pratique, les étudiants apprennent la liturgie chrétienne et le cérémonial religieux, y compris le chant et l'orgue. En plus de la philosophie traitée dans les cours de théologie, et plus tard de la biologie et de la géographie, les mathématiques, l'astronomie et le droit représentaient une part moins importante des 30 heures de cours hebdomadaires en moyenne.
L'école est rapidement reconnue pour son niveau académique. La majorité des élèves sont originaires de Poméranie, les autres de Brandebourg, du Mecklembourg, de Suède, de Hongrie et de Pologne. De nombreux élèves sont issus de familles de la noblesse terrienne allemande De son ouverture en 1544 jusqu'à la prise de contrôle de Stettin par les Suédois pendant la guerre de Trente Ans, l'école compte environ 5 500 diplômés.
Pendant la guerre, l'école pédagogique entre en crise. a mauvaise situation financière et la forte baisse du nombre d'élèves incitent le gouvernement suédois de Poméranie (de) à fermer l'école pédagogique en 1667. À sa place, le lycée Roi-Charles est fondé, du nom du roi de Suède Charles XI. Lorsque le grand électeur de Brandebourg assiége Stettin en 1676 et 1677, le bâtiment du lycée brûle. Après la reconstruction en 1687, il ne compte plus que 27 étudiants.
Après la prise de Stettin par les troupes brandebourgeoises en 1715, le nouveau souverain prussien Frédéric-Guillaume Ier fait poursuivre l'école sous le nom de "Lycée académique" et réorganise le conseil d'administration. Le nombre d'élèves reste faible tout au long du XVIIIe siècle : en 1768, il n'y a que six élèves. En 1777, 17 élèves s'inscrivent. Une société d'orateurs et de poètes de Stettin, fondée en 1751 par les professeurs Nikolaus Maaß (de) et Heinrich Moritz Titius avec quelques étudiants en 1751, disparaît dès 1753.
En 1805, Frédéric-Guillaume III de Prusse émit un ordre du cabinet en 1805, avec lequel le lycée est fusionné avec le lycée de la ville pour former l'"École royale de la ville de grammaire". Influencé par les réformes éducatives de Wilhelm von Humboldt, le lycée devient la principale école de la province prussienne de Poméranie. En tant qu'établissement d'enseignement qui s'engage dans le programme du néo-humanisme, l'enseignement des langues (grec, hébreu, latin, anglais, français), de l'histoire et de la géographie ainsi que du dessin et de la calligraphie font partie des domaines d'enseignement privilégiés de l'école. Depuis 1804, une école normale forme des enseignants de l'école primaire. Le nombre d'élèves de l'école, très appréciée par la bourgeoisie, augmente à nouveau fortement et atteint environ 750 élèves en 1863. En 1869, une scission a donc lieu entre le lycée de la ville et le lycée de l'abbaye Sainte-Marie, auquel est rattaché le collège de Jageteufel (de). Malgré cette division, le nombre d'élèves reste élevé. Ainsi, en 1879, 655 et en 1905, 725 élèves étudient au lycée de l'abbaye Sainte-Marie
Avec son arrière-plan humaniste, le lycée de l'abbaye Sainte-Marie devient l'école de l'Église confessante du Troisième Reich. Pendant la Seconde Guerre mondiale, il est reconverti en hôpital de campagne.
En raison du risque d'attaques aériennes, les deux lycées de Stettin sont transférés à Stargard en 1943, puis à l'intérieur de l'Allemagne en 1944, ce qui met fin à l'histoire du lycée de l'abbaye Sainte-Marie.
Dans les années 1950, un parrainage se développe entre les anciens élèves du lycée de l'abbaye Sainte-Marie et le lycée Sainte-Catherine de Lübeck, qui existe encore aujourd'hui.

## Bâtiment

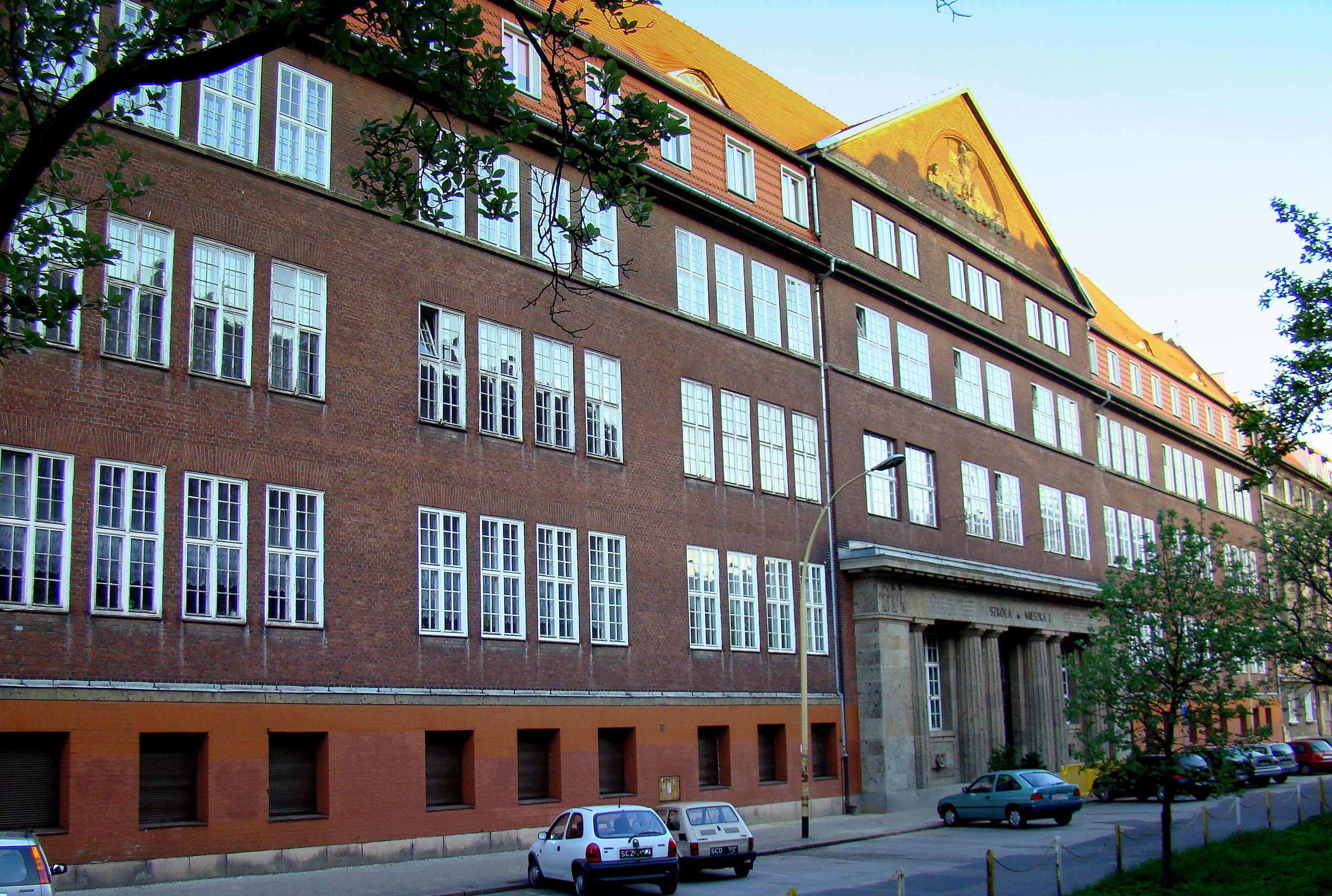
Le bâtiment scolaire actuel : Liceum No. 2 de 1915 dans la Schlutowstrasse (ul. Henryka Pobożnego)

À l'emplacement de l'église Sainte-Marie, détruite par un incendie en 1789, le vieux lycée de l'abbaye Sainte-Marie est construit dans le style classique en 1830-1832. Le bâtiment, qui est détruit pendant la Seconde Guerre mondiale, est reconstruit conformément à l'original et abrite à nouveau un lycée.
En 1915, le nouveau lycée de Sainte-Marie est inauguré dans la Schlutowstrasse (ul. Henryka Pobożnego). Ce bâtiment abrite aujourd'hui la 2e école secondaire générale "Mieszko Ier" Szczecin (II Liceum Ogólnokształcące im. Mieszka I w Szczecinie).

## Élèves et professeurs connus

### Élèves
- Oscar Achenbach (de) (1868-1935), portraitiste et paysagiste et graphiste
- Walther Amelung (de) (1865-1927), archéologue classique, directeur de l'Institut archéologique allemand de Rome
- Jacob Heinrich Ludwig von Arnim-Suckow (de) (1754-1804), administrateur d'arrondissement et propriétaire foncier
- Georg Wilhelm Bartholdy (de) (1765-1815), éducateur prussien, rédacteur en chef de magazine et écrivain
- Ernst-Dieter Bernhard (de) (1924-2017), officier, plus récemment représentant militaire allemand au Comité militaire de l'OTAN
- Max Büttner (de) (1859-1927), chanteur d'opéra (baryton)
- Lothar Collatz (1910–1990) mathématicien
- Daniel Cramer (de) (aussi : Candidus ; 1568-1637), théologien luthérien, chroniqueur et auteur
- Otto Dammer (de) (1839-1916), chimiste, écrivain et publiciste
- Jakob Fabricius (1593–1654), théologien luthérien et auteur d'hymnes
- Samuel Franck (de) (1633-1679), chantre
- Werner Gercke (de) (1885–1954), avocat administratif et d'assurance
- Wilhelm Gaede (de) (1875-1944), administrateur de l'arrondissement de Stallupönen, membre du conseil provincial de Prusse-Orientale
- Carl Eduard Geppert (de) (1811–1881), érudit classique et historien de l'histoire de Berlin
- Fritz Gerlich (1883-1934), journaliste et archiviste allemand
- Karl Held (de) (1830–1870), théologien protestant et professeur d'université
- August Gottlieb Ludwig Hering (de) (1736–1770), avocat, juge du tribunal de Koszalin et poète de chants spirituels évangéliques
- Ewald Friedrich von Hertzberg (1725–1795), comte de Hertzberg depuis 1786, homme d'État prussien
- Hellmuth Heyden (de) (1893-1972), théologien et historien de l'Église
- Hans Hoffmann (de) (1848-1909), écrivain
- Philipp Horst (de) (1584-1664), rhéteur et philosophe moral
- Christian Kortholt (1633-1694), professeur de théologie à l'Université de Kiel
- Wolfgang Krawietz (de) (1920-2001), médecin d'état-major général des forces armées allemandes
- Franz Theodor Kugler (1808-1858), historien, historien de l'art et écrivain
- Wilhelm von Kuhlmann (de) (1879-1937), officier consulaire et représentant diplomatique de l'Empire allemand en tant qu'envoyé en Amérique centrale et dans l'État libre d'Irlande
- Ernst Josef Lesser (de) (1879-1928), physiologiste et l'un des découvreurs de l'insuline
- Julius Lessing (1843-1908), historien de l'art et directeur de musée
- Carl Loewe (1796-1869), compositeur
- Germanus Luidtke (de) (1592-1672), avocat et maire de Stendal, chanoine à Havelberg
- Arthur Lutze (de) (1813–1870), naturopathe
- Johannes Micraelius (actuellement : Johannes Lütkeschwager ; 1597-1658), poète, philosophe et historien
- Ernst-Georg Pantel (de) (1922–2003), économiste et directeur de l'industrie aéronautique
- Adolf Pompe (de) (1831-1889), théologien et poète protestant
- Robert Eduard Prutz (1816-1872), écrivain, dramaturge et publiciste du Vormärz
- Christoph Redecker (de) (1652-1704), juriste, professeur d'université et maire de Rostock
- Trutz Rendtorff (1931-2016), théologien protestant
- David Runge (de) (aussi : Rungius ; 1564-1604), théologien luthérien
- Maximilian Runze (de) (1849-1931), pasteur protestant, député et auteur, a travaillé sur l'œuvre de Carl Loewe
- Karl Sachs (de) (1829-1909), romaniste et lexicographe
- Christian Friedrich Scherenberg (de) (1798-1881), poète
- Gerhard Schmidt (de) (1904–1991), psychiatre
- Hans Schröder (de) (1868-1938), gynécologue
- Richard Schroeder (de) (1856-1908), maire de Stargard
- Karl Silex (de) (1896-1982), journaliste, rédacteur en chef de la Deutsche Allgemeine Zeitung et du Tagesspiegel
- Adolf Stahr (1805-1876), écrivain et historien de la littérature
- Wilhelm Studemund (de) (1843–1889), philologue et professeur d'université
- Konrad Telmann (1854-1897), poète, écrivain et juriste
- Ludwig von Tiedemann (de) (1841-1908), architecte et maître d'œuvre
- Alfred Uckeley (de) (1874–1955), théologien, recteur de l'Université de Königsberg
- Georg Völkner (de) (1595-1664), professeur de lycée et auteur d'écrits théologiques
- Karl Waechter (de) (1840–1913), entrepreneur et fondateur de nombreuses petites et secondaires lignes
- Peter Wasmund (de) (1586-1632), avocat et professeur d'université
- Martin Wehrmann (1861-1937), historien et professeur de lycée
- Friedrich-Wilhelm Wentzlaff-Eggebert (de) (1905–1999), chercheur et professeur d'université
- Christian Winner (de) (1927–2012), scientifique en phytomédecine et en production végétale
- Christian Zickermann (de) (1672–1726), pasteur de l'église Pierre et Paul de Stettin et historien
- Ernst Zitelmann (de) (1852-1923), avocat et écrivain

### Professeurs
| Période    | Nom                                    | Activité d'enseignement                         | Autres activités                                                                                           |
| ---------- | -------------------------------------- | ----------------------------------------------- | --- |
| 1554–1557  | Caspar Landsidel (de)                  | Recteur                                         | |
| 1556–1588  | Christoph Stymmelius (de)              | Théologie                                       | de 1570 à 1572 surintendant général de Poméranie-Stettin                                                   |
| 1579–1592  | Konrad Bergius (de)                    | Recteur, Rhétorique, Théologie                  | |
| 1587–1630  | Philipp Dulichius (de)                 | Musique                                         | |
| 1589–1592  | Salomon Gesner                         | Recteur, Théologie                              | |
| 1592–1594  | Friedrich Runge (de)                   | Théologie                                       | |
| 1594–1636  | Daniel Cramer (de)                     | Théologie                                       | |
| 1612–1649  | Heinrich Kielmann (de)                 | Recteur. Grec, Poésie                           | |
| 1615–1623  | Valentin von Winther (de)              | Recteur;                                        | |
| 1641–1648  | Andreas Fromm (de)                     | Musique                                         | |
| 1641–1658  | Johannes Micraelius                    | Recteur                                         | |
| 1642–1654  | Jakob Fabricius                        | Théologie                                       | |
| 1647–      | Johann Sithmann                        | Droit                                           | |
| 1650–1660  | Heinrich Schaevius (de)                | Grec, Poésie                                    | plus tard recteur au lycée de Thorn                                                                        |
| 1668–1668  | Konrad Tiburtius Rango (de)            | Théologie                                       | |
| 1668–1676  | Johann Georg Ebeling                   | Musique, Grec                                   | |
| 1668–1678  | Andreas Gottfried Ammon (de)           | Recteur                                         | |
| 1672–1676  | Martin Lipenius                        | Recteur                                         | |
| 1678– ?    | Johann Ernst von Pfuel                 | Recteur                                         | plus tard prédicateur de la cour du duc de Mecklembourg, conseiller de l'Église de Mecklembourg-Güstrow    |
| 1710–1721  | Laurentius David Bollhagen (de)        | Théologie, Langues orientales                   | |
| 1716–1752  | Johann Samuel Hering (de)              | Droit                                           | |
| 1716–1757  | Michael Friedrich Quade (de)           | Recteur, Philosophie et Style                   | |
| 1751–1753  | Johann Daniel Denso (de)               | Éloquence et Poésie                             | |
| 1752–1773  | Johann Carl Conrad Oelrichs (de)       | Droit                                           | |
| 1764–1774  | Johann Adolph Schinmeier (de)          | Recteur, Théologie et Orientalisme              | |
| 1774–1797  | Johann Jacob Meyen (de)                | Physique, Mathématiques                         | |
| 1788–1816  | Johann Jakob Sell (de)                 | Recteur, Histoire et Rhétorique                 | |
| 1797–1815  | Georg Wilhelm Bartholdy (de)           | Mathématiques, Physique                         | |
| 1803–1854  | Karl Friedrich Wilhelm Hasselbach (de) | Recteur (à partir de 1828)                      | |
| 1805–1828  | Friedrich Koch (de)                    | Recteur (à partir de 1805), Recteur (1816–1828) | d'abord simultanément, puis à plein temps à partir de 1828, conseiller scolaire du gouvernement provincial |
| 1810–1813  | Georg Friedrich Pohl                   | Sciences naturelles                             | |
| 1816–1866  | Ludwig Giesebrecht                     | Allemand, Histoire, Théologie                   | |
| 1820–1866  | Carl Loewe                             | Musique                                         | |
| 1822–1876  | Herrmann Hering (de)                   | Histoire, Latin et Allemand                     | |
| 1827–1842  | Wilhelm Böhmer (de)                    | Philologue                                      | a publié sur l'Histoire de la Poméranie                                                                    |
| 1829–1840  | Karl Gottfried Scheibert (de)          | Religion, Langues, Mathématiques et Histoire    | |
| 1841–1883  | Ludwig Most (de)                       | Art                                             | |
| 1847–1866  | Paul Heinrich Balsam (de)              | Mathématiques                                   | Histoire de mathématiques, il est conseiller municipal rémunéré et conseiller scolaire municipal à Stettin |
| 1847–1855  | Hermann Rassow (de)                    |                                                 | später Oberschulrat im Großherzogtum Sachsen-Weimar-Eisenach                                               |
| 1849–1852  | Karl Sachs (de)                        | Langues, Mathématiques, Histoire                | a créé avec Césaire Villatte le Langenscheidt Großwörterbuch Französisch Sachs-Villatte                    |
| 1851–1856  | Gustav Wendt                           | Philologie                                      | plus tard, conseiller scolaire supérieur au grand-duché de Bade                                            |
| 1852–1859  | Franz Kern                             | Allemand, Langues                               | |
| 1852–1877  | Hermann Graßmann                       | Mathématiques, Langues                          | |
| 1853–1857  | Hugo Ilberg (de)                       | Allemand                                        | |
| 1856–1877  | Albert Heydemann (de)                  | Directeur                                       | |
| 1866–1910  | Karl Adolf Lorenz                      | Musique                                         | |
| 1871–1912? | Hugo Rühl (de)                         | Sport                                           | |
| 1873–1881  | Hugo Lemcke                            | Professeur principal                            | |
| 1884–1912  | Martin Wehrmann                        | Professeur principal                            | |
| 1914–1930  | Carl Fredrich (de)                     | Directeur; Allemand, Histoire                   | |
| 1914–1945  | Ernst Zahnow (de)                      | Géographie, Germanistique et Romanistique       | |